# Hans Meijer
Hans August Bernhard Meijer, född 9 mars 1922 i Växjö, död 25 mars 1987 i Linköping, var en svensk professor, statsvetare och akademisk ledare.
Meijer disputerade vid Lunds universitet 1956 på avhandlingen "Kommittépolitik och kommittéarbete: det statliga kommittéväsendets utvecklingslinjer 1905-1954 samt nuvarande funktion och arbetsformer". Meijer innehade 1967-1976 Lars Johan Hiertas professur vid Statsvetenskapliga institutionen vid Stockholms universitet. Åren 1960-1966 var han rektor för socialinstitutet i Stockholm. Från 1970-1983 var han Linköpings högskolas, sedermera Linköpings universitets, förste rektor. Meijer var även ordförande för Riksbankens Jubileumsfond, vilken senare har utdelat stipendium till Meijers minne.